# Premio Pulitzer 1948
Quella del 1948 fu la trentaduesima assegnazione dei Premi Pulitzer e vide la consegna di tredici premi in altrettante categorie, sette relative al mondo del giornalismo e sei relative al mondo della letteratura, della drammaturgia e della musica, a cui fu aggiunta una menzione speciale nel campo del giornalismo.
In quest'edizione, la giuria fu composta da 16 membri, tra cui il presidente della Columbia University, Dwight D. Eisenhower, e fu presieduta da Joseph Pulitzer, redattore del St. Louis Post-Dispatch nonché omonimo figlio del fondatore dei premi Pulitzer, Joseph Pulitzer.

## Giornalismo
- Pubblico servizio:

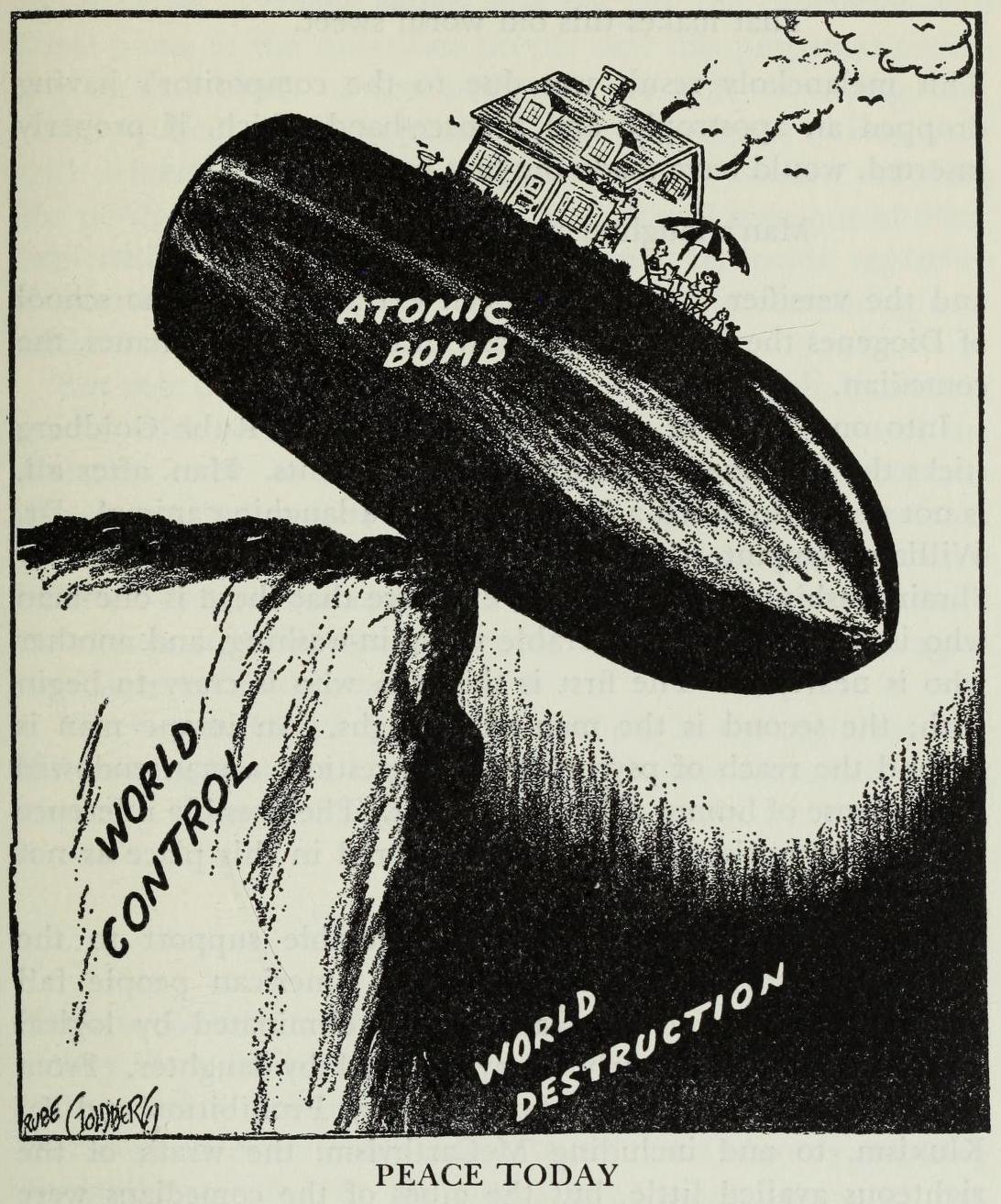
Peace Today, vincitrice del Premio Pulitzer per la miglior vignetta editoriale

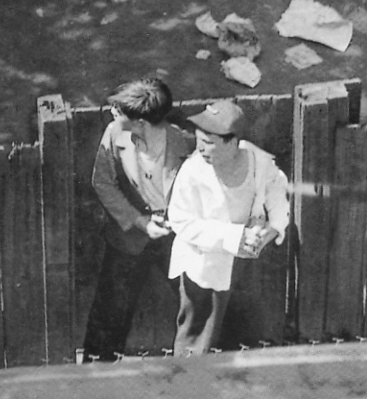
Boy Gunman and Hostage, la fotografia vincitrice del Premio Pulitzer del 1948

  - St. Louis Post-Dispatch, per la copertura del disastro minerario di Centralia, in Illinois, e del seguito, che ha portato a importanti riforme delle leggi e dei regolamenti sulla sicurezza mineraria.[2]
- Giornalismo locale:
  - George E. Goodwin, dell'dell'Atlanta Journal, per il suo articolo del 1947 sulla frode elettorale nella contea di Telfair.
- Giornalismo nazionale:
  - Nat S. Finney, del Minneapolis Tribune, per la sua serie di articoli sul piano dell'amministrazione Truman per imporre la segretezza sugli affari ordinari delle agenzie civili federali in tempo di pace.
  - Bert Andrews, del New York Herald Tribune, per i suoi articoli della serie A State Department Security Case pubblicati nel 1947
- Giornalismo internazionale:
  - Paul W. Ward, del The Baltimore Sun, per la sua serie di articoli avente come argomento la vita nell'Unione Sovietica pubblicata nel 1947.
- Editoriale:
  - Virginius Dabney, del Richmond Times-Dispatch, per i suoi encomiabili editoriali pubblicati durante l'anno 1947.
- Vignetta editoriale:
  - Reuben Goldberg, del New York Sun, per la vignetta intitolata Peace Today.
- Fotografia:
  - Frank Cushing, del Boston Traveler, per la fotografia Boy Gunman and Hostage.

- Menzione speciale:
  - Frank D. Fackenthal, per i suoi anni di servizio alle diverse edizioni dei premi Pulitzer in qualità di presidente della Columbia University.

## Letteratura, drammaturgia e musica
- Narrativa:
  - Tales of the South Pacific, di James A. Michener (Macmillan).
- Drammaturgia:
  - A Streetcar Named Desire, di Tennessee Williams (New Directions).
- Storia:
  - Across the Wide Missouri, di Bernard De Voto (Harper).
- Biografie o Autobiografie:
  - Forgotten First Citizen: John Bigelow, di Margaret Clapp (Little).
- Poesia:
  - The Age of Anxiety, di W. H. Auden (Random).
- Musica:
  - Symphony, No. 3, di Walter Piston, eseguita per la prima volta dalla Boston Symphony Orchestra nel gennaio 1948.